# Live at Lokerse Feesten
Live at Lokerse Feesten – siódmy album koncertowy The Skatalites, jamajskiej grupy muzycznej wykonującej ska.
Ten dwupłytowy album (CD+DVD) został wydany 27 marca 2006 roku przez brytyjską wytwórnię Charly Records. Znalazły się na nim nagrania z dwóch występów zespołu na festiwalu Lokerse Feesten w Lokeren w latach 1997 i 2002. Produkcją całości zajęli się Gunther Kutsch i Jean-Luc Young.

## Lista utworów
1. "Freedom Sound"
2. "Eastern Standard Time"
3. "James Bond Theme"
4. "Guns Of Navarone"
5. "MEDLEY: Simmer Down / Turn Your Lamp Down Low"
6. "El Pussycat Ska"
7. "Man In The Street"
8. "Sugar, Sugar"
9. "Nice Time"
10. "Latin Goes Ska"
11. "Phoenix City"

Utwory 1.-6. pochodzą z występu w roku 1997, natomiast 7.-11. z występu w roku 2002.

## Muzycy

### 1997
- Roland Alphonso - saksofon tenorowy
- Tommy McCook - saksofon tenorowy
- Lester "Ska" Sterling - saksofon altowy
- Lloyd Brevett - kontrabas
- Lloyd Knibb - perkusja
- Will Clark - puzon
- Nathan Breedlove - trąbka
- Devon James - gitara
- Bill Smith - keyboard

### 2002
- Cedric "Im" Brooks - saksofon tenorowy
- Lester "Ska" Sterling - saksofon altowy
- Johnny "Dizzy" Moore - trąbka
- Lloyd Brevett - kontrabas
- Lloyd Knibb - perkusja
- Will Clark - puzon
- Devon James - gitara
- Ken Stewart - keyboard